# Cyphonisia
Cyphonisia es un género de arañas migalomorfas de la familia Barychelidae. Se encuentra en África subsahariana.

## Lista de especies
Según The World Spider Catalog 11.5:
- Cyphonisia affinitata Strand, 1907
- Cyphonisia annulata Benoit, 1966
- Cyphonisia itombwensis Benoit, 1966
- Cyphonisia kissi (Benoit, 1966)
- Cyphonisia maculata (Roewer, 1953)
- Cyphonisia maculipes Strand, 1906
- Cyphonisia manicata Simon, 1907
- Cyphonisia nesiotes Simon, 1907
- Cyphonisia nigella (Simon, 1889)
- Cyphonisia obesa Simon, 1889
- Cyphonisia rastellata Strand, 1907
- Cyphonisia soleata Thorell, 1899
- Cyphonisia straba Benoit, 1966